# Arvind Swamy
Arvind Swamy (né le 18 juin 1970) est un acteur, chanteur, entrepreneur et présentateur de télévision indien connu pour son travail dans le cinéma Tamoul. Il a également joué dans quelques films Malayalam, Télougou et Hindi. 
Il a été présenté comme acteur par Mani Ratnam avec le film Thalapathi (1991) et a ensuite joué dans des films à succès tels que Roja (1992), Bombay (1995) et Minsara Kanavu (1997).
Swamy a également joué dans d'autres industries cinématographiques régionales, notamment les films Télougou et Malayalam où il a réalisé des films tels que Daddy (1992), Mounam (1995) et Devaraagam (1996). Il est également apparu à Bollywood, faisant son apparition dans Saat Rang Ke Sapne (1998).
Il a brièvement travaillé comme présentateur de télévision en tant qu'animateur de la troisième saison de Neengalum Vellalam Oru Kodi (2012-2016) sur Star Vijay.
Il a passé une décennie dans des entreprises allant de l'ingénierie logicielle, la construction, le commerce international à l'externalisation mondiale, avant de revenir pour agir avec des succès telles que Kadal (2013), Thani Oruvan (2015), Dear Dad (2016), Dhruva (2016), Bogan (2017) et Chekka Chivantha Vaanam (2018) et Meiyazhagan (2024).

## Filmographie
| Year | Film                         | Role                                              | Language         | Notes |
| ---- | ---------------------------- | ------------------------------------------------- | ---------------- | --- |
| 1991 | Thalapathi                   | Arjun                                             | Tamoul           | |
| 1992 | Roja                         | Rishi Kumar                                       | Tamoul           | Tamil Nadu State Film Award du meilleur acteur |
| 1992 | Daddy                        | Anand                                             | Malayalam        | |
| 1993 | Thalattu                     | Kuzhanthai                                        | Tamoul           | |
| 1993 | Marupadiyum                  | Gowri Shankar                                     | Tamoul           | |
| 1994 | Paasamalargal                | Raj                                               | Tamoul           | |
| 1994 | Duet                         | Lui-même                                          | Tamoul           | Caméo apparence |
| 1995 | Bombay                       | Shekhar                                           | Tamoul           | |
| 1995 | Indira                       | Thiyagu                                           | Tamoul           | |
| 1995 | Mounam                       | Kiran                                             | Télougou         | Aussi producteur |
| 1996 | Devaraagam                   | Vishnu                                            | Malayalam        | |
| 1997 | Minsaara Kanavu              | Thomas                                            | Tamoul           | |
| 1997 | Pudhayal                     | Koti                                              | Tamoul           | |
| 1998 | Saat Rang Ke Sapne           | Mahipal                                           | Hindi            | |
| 1999 | En Swasa Katre               | Arun                                              | Tamoul           | |
| 2000 | Alaipayuthey                 | Ram                                               | Tamoul           | Apparence d'invité |
| 2000 | Raja Ko Rani Se Pyar Ho Gaya | Mohit Kumar                                       | Hindi            | |
| 2006 | Sasanam                      | Muthiah                                           | Tamoul           | |
| 2013 | Kadal                        | Sam Fernando                                      | Tamoul           | |
| 2015 | Thani Oruvan                 | Dr. Siddharth Abimanyu (Pazhani Sengalvarayan)    | Tamoul           | Prix Edison du meilleur acteur dans un rôle négatif Prix Filmfare du meilleur acteur dans un second rôle - Tamoul Prix IIFA Utsavam pour la meilleure performance dans un rôle négatif |
| 2016 | Dear Dad                     | Nitin Swaminathan                                 | Hindi            | |
| 2016 | Dhruva                       | Dr. Siddharth Abhimanyu (Venkanna Chengalarayudu) | Télougou         | |
| 2017 | Bogan                        | Aadhithya Maravarman (Bogan)                      | Tamoul           | |
| 2018 | Bhaskar Oru Rascal           | Bhaskar                                           | Tamoul           | |
| 2018 | Chekka Chivantha Vaanam      | Varadharaj                                        | Tamoul           | Médaille d'or de Behindwoods - Meilleur acteur dans un rôle négatif Filmfare Critics Award du meilleur acteur -Sud Nommé - Filmfare Award du meilleur acteur - Tamil                   |
| 2021 | Thalaivi                     | M. G. Ramachandran                                | Tamoul Hindi     | |
| 2022 | Ottu / Rendagam              | David                                             | Malayalam Tamoul | Film bilingue |
| 2023 | Custody                      | Rajashekhar (Raazu)                               | Tamoul Télougou  | Film bilingue |
| 2024 | Singapore Saloon             | Lui-même                                          | Tamoul           | |
| 2024 | Meiyazhagan                  | Arunmozhi Varman "Arul"                           | Tamoul           | |

### Web series
- Navarasa : neuf émotions (2021; co-réalisateur)
- IC 814: The Kandahar Hijack (2024)

### Émissions de télévision
- Neengalum Vellalam Oru Kodi (2016; présentateur)

### Artiste doubleur
- Pudhiya Mugam (1994; Tamoul) pour Suresh Chandra Menon
- The Lion King (1994; Tamoul) pour Adulte Simba
- Uyire (1998; Tamoul) pour Shah Rukh Khan
- The Lion King (2019; Tamoul) pour Scar
- Sye Raa Narasimha Reddy (2019; Tamoul) pour Chiranjeevi

### Narrateur
- Ceylon (1994; Tamoul, Anglais)
- Uriyadi (2016; Tamoul)
- Kanguva (2024; Tamoul)

### Chanteur
- "Udal Manukku" - Iruvar (1997)
- "Naan Irundha" - Iruvar (1997)
- "Kooduvittu Koodu" - Bogan (2017)